# Blake & Mortimer
Blake & Mortimer é uma série de álbuns de banda desenhada criada pelo belga Edgar P. Jacobs. Apareceu pela primeira vez na revista Le Journal de Tintin em 26 de setembro de 1946. Após a morte de Jacobs, em 1987, a aventura incompleta As três formulas do professor Sato foi desenhada, com guiões de Jacobs, por Bob de Moor. A série foi continuada por outros autores e continua a ser publicada na actualidade.

## Personagens
Os principais personagens são o professor Philip Mortimer e o capitão Francis Blake e ainda o coronel Olrik, no papel de eterno adversário.

## Volumes publicados
- 1950 - O Segredo do Espadão - Tomo 1, de Edgar P. Jacobs
- 1953 - O Segredo do Espadão - Tomo 2, de Edgar P. Jacobs
- 1953 - O Segredo do Espadão - Tomo 3, de Edgar P. Jacobs
- 1954 - O Mistério da Grande Pirâmide - Tomo 1, de Edgar P. Jacobs
- 1955 - O Mistério da Grande Pirâmide - Tomo 2, de Edgar P. Jacobs
- 1956 - A Marca Amarela de Edgar P. Jacobs
- 1957 - O Enigma da Atlântida de Edgar P. Jacobs
- 1959 - S.O.S. Meteoros de Edgar P. Jacobs
- 1962 - A Armadilha Diabólica de Edgar P. Jacobs
- 1967 - O Caso do Colar de Edgar P. Jacobs
- 1977 - As Três Fórmulas do Professor Sato - Tomo 1, de Edgar P. Jacobs
- 1990 - As Três Fórmulas do Professor Sato - Tomo 2, de Edgar P. Jacobs & Bob de Moor
- 1996 - O Caso Francis Blake de Jean Van Hamme & Ted Benoît
- 2000 - A Conspiração Voronov de Yves Sente & André Juillard
- 2001 - O Estranho Encontro de Jean Van Hamme & Ted Benoît
- 2003 - Os Sarcófagos do 6.º Continente - Tomo 1, de Yves Sente & André Juillard
- 2004 - Os Sarcófagos do 6.º Continente - Tomo 2, de Yves Sente & André Juillard
- 2008 - O Santuário de Gondwana - de Yves Sente & André Juillard
- 2009 - A Maldição dos Trinta Denários - Tomo 1, de Jean Van Hamme, René Sterne & Chantal de Spiegeleer
- 2010 - A Maldição dos Trinta Denários - Tomo 2, de Jean Van Hamme & Antoine Aubin
- 2012 - O Juramento dos Cinco Lords - de Yves Sente & André Juillard
- 2013 - A Onda Septimus - de Jean Dufaux, Antoine Aubin e Étienne Schréder[1]
- 2014 - O Bastão de Licurgo - de Yves Sente & André Juillard[2]
- 2016 - O Testamento de William S. - de Yves Sente & André Juillard[3]
- 2018 - O Vale dos Imortais - Tomo 1, de Yves Sente, Teun Berserik e Peter Van Dongen[4]
- 2019 - O Vale dos Imortais - Tomo 2, de Yves Sente, Teun Berserik e Peter Van Dongen[5]
- 2020 - O Grito do Moloch - de Jean Dufaux, Thomas Gunzig, Francois Schuiten e Laurent Durieux[6]
- 2021 - O Último Espadão - de Jean Van Hamme, Teun Berserik e Peter Van Dongen[7]
- 2022 - Oito Horas em Berlim - de José-Louis Bocquet, Jean-Luc Fromental e Antoine Aubinref[8]

### Volumes extra
Para além da série numerada, existem vários álbuns que são considerados extras à série (hors série, no original).
- 2019 - O Último Faraó - de François Schuiten, Jaco Van Dormael e Thomas Gunzig[9]